# Isolona campanulata
Isolona campanulata är en kirimojaväxtart som beskrevs av Adolf Engler och Friedrich Ludwig Diels. Isolona campanulata ingår i släktet Isolona och familjen kirimojaväxter. Inga underarter finns listade i Catalogue of Life.